# KF Gjilani
Der SC Gjilan (albanisch Klubi Sportistik Gjilan) ist ein Fußballverein aus der kosovarischen Stadt Gjilan.

## Geschichte
Der Verein wurde im Jahr 1995 gegründet und fünf Jahre später gewann man den nationalen Pokals sowie den Supercup des Landes. Seit der Saison 2015/16 spielt die Mannschaft wieder in der Superliga e Kosovës, der höchsten Spielklasse des Kosovos. Mit dem 2. Platz in der Saison 2019/20 qualifizierte man sich erstmals für einen europäischen Wettbewerb. In den folgenden Qualifikationsrunden zur UEFA Europa League schlug man erst SP Tre Penne mit 3:1 und musste sich dann APOEL Nikosia mit 0:2 n. V. geschlagen geben. Zwei Jahre später spielte man dann in der 1. Qualifikationsrunde der UEFA Europa Conference League gegen den FK Liepāja. Das Hinspiel wurde zwar mit 1:0 gewonnen, doch nach der 1:3-Auswärtsniederlage in Lettland schied man aus.

## Erfolge
- Kosovarischer Pokalsieger: 2000
- Kosovarischer Superpokalsieger: 2000

## Europapokalbilanz
| Saison  | Wettbewerb                    | Runde                  | Gegner                | Gesamt | Hin           | Rück          |
| ------- | ----------------------------- | ---------------------- | --------------------- | ------ | ------------- | ------------- |
| 2020/21 | UEFA Europa League            | Vorrunde               | SP Tre Penne          | 3:1    | 3:1 (A)       | 3:1 (A)       |
| 2020/21 | UEFA Europa League            | 1. Qualifikationsrunde | APOEL Nikosia         | 0:2    | 0:2 n. V. (H) | 0:2 n. V. (H) |
| 2022/23 | UEFA Europa Conference League | 1. Qualifikationsrunde | FK Liepāja            | 2:3    | 1:0 (H)       | 1:3 (A)       |
| 2023/24 | UEFA Europa Conference League | 1. Qualifikationsrunde | FC Progrès Niederkorn | 2:4    | 2:2 (A)       | 0:2 (H)       |

Gesamtbilanz: 7 Spiele, 2 Siege, 2 Unentschieden, 3 Niederlagen, 7:10 Tore (Tordifferenz −3)

## Stadion
Seine Heimspiele trägt der KF Gjilani im 6.000 Zuschauer fassenden Stadion Gjilan aus. Vor seiner Renovierung (2017–2020) hatte das 1967 erbaute Stadion eine Kapazität von 15.000 Plätzen.

## Sonstiges
Spiele gegen den Stadtrivale KF Drita werden als das Kosovo-Derby bezeichnet. Früher als gemeinsamer Verein aktiv, gilt die Begegnung nach der Abspaltung Gjilans 1995 als äußerst brisant. Nach dem Ende des Kosovokriegs 1999 kamen zusätzliche Spannungen zwischen der serbischen und albanischen Bevölkerung hinzu.